# Platynus mauroaeneus
Platynus mauroaeneus is een keversoort uit de familie loopkevers (Carabidae). De wetenschappelijke naam van de soort is voor het eerst geldig gepubliceerd in 1864 door Viktor Ivanovitsj Motsjoelski.